# 1676
1676 (MDCLXXVI) byl rok, který dle gregoriánského kalendáře započal středou.

## Události
- Britský přírodovědec Robert Plot poprvé zobrazuje v knize zkamenělinu dinosaura (jde o část stehenní kosti megalosaura). Nepřipojuje však řádný komentář, proto první skutečný popis dinosaura přichází až roku 1824 (jednalo se o stejný rod).
- Antoni van Leeuwenhoek poprvé pozoroval bakterie, a to mikroskopem vlastní výroby.[1]

### Probíhající události
- 1652–1689 – Rusko-čchingská válka
- 1672–1678 – Francouzsko-nizozemská válka
- 1674–1679 – Skånská válka
- 1675–1678 – Válka krále Filipa

## Narození

### Česko
- 04. března – Václav z Morzinu, milovník a znalec umění, mecenáš († 5. září 1737)
- 12. června – Jan Mořic Gustav z Manderscheid-Blankenheimu, arcibiskup pražský († 26. října 1763)
- 26. července – František Damián ze Šternberka, šlechtic († 15. května 1723)
- 30. července – Kristián Pešek, spisovatel, překladatel a matematik († 25. října 1744)
- 09. prosince – František Karel z Kounic, moravský šlechtic († 27. prosince 1717)
- neznámé datum
  - David Nitschmann, misionář Moravské církve († 1758)
  - Jiří Volný, český ovčák, písmák a básník († 19. září 1745)
  - Jan Petr Votápek z Ritterwaldu, táborský soudce († 1763)

### Svět
- 04. února – Giacomo Facco, barokní hudební skladatel, dirigent a houslista († 16. února 1753)
- 04. března – Tereza Kunhuta Sobieská, polská princezna a bavorská kurfiřtka († 10. března 1730)
- 27. března
  - František II. Rákoczi, sedmihradský kníže, vůdce neúspěšného protihabsburského uherského povstání († 1735)
  - Maria Clara Eimmart, německá astronomka a ilustrátorka († 29. října 1707)
- 04. dubna – Giuseppe Maria Orlandini, italský hudební skladatel († 24. října 1760)
- 28. dubna – Frederik I. Švédský, švédský král († 25. března 1751)
- 23. května – Johann Bernhard Bach, německý varhaník a hudební skladatel († 11. června 1749)
- 03. července – Leopold I. Anhaltsko-Desavský, askánský německý princ a vládce knížectví Anhalt-Dessau († 7. dubna 1747)
- 25. července – James Thornhill, anglický malíř historických námětů († 4. května 1734)
- 28. července – Fridrich II. Sasko-Gothajsko-Altenburský, německý šlechtic († 23. března 1732)
- 12. srpna – Dorotea Frederika Braniborsko-Ansbašská, německá hraběnka († 13. března 1731)
- 26. srpna – Robert Walpole, 1. hrabě z Orfordu, britský státník († 18. března 1745)
- 28. srpna – Isabel Stuartovna, dcera anglického krále Jakuba II. Stuarta († 2. března 1681)
- 13. září – Alžběta Charlotta Orleánská, vévodkyně lotrinská († 23. prosince 1744)
- 08. října – Benito Jerónimo Feijoo, galicijský spisovatel a učenec († 26. srpna 1764)
- 12. listopadu – Antonio Pollarolo, italský varhaník a hudební skladatel († 4. května 1746)
- 13. prosince – Heinrich Milde, německý teolog pietistického ražení, pedagog a slavista († 4. března 1739)
- 19. prosince – Louis-Nicolas Clérambault, francouzský hudební skladatel a varhaník († 26. října 1749)
- neznámé datum
  - Ješe Dordže, tibetský karmapa († 1702)
  - Alexander Selkirk, skotský trosečník († 13. prosince 1721)
  - William Maxwell, skotský šlechtic († 2. března 1744)
  - Thomas Mathews, britský admirál († 2. října 1751)
  - František Xaver Budínsky, východoslovenský varhaník a hudební skladatel († 1727)
  - Philipp Johann von Strahlenberg, švédský vojenský důstojník a kartograf německého původu († 2. září 1747)

## Úmrtí

### Česko
- 26. března – Johana Beatrix z Ditrichštejna, kněžna z Lichtenštejna a Ditrichštejna (* 1625)
- 02. listopadu – Adam Václav Michna z Otradovic, český spisovatel, skladatel a varhaník (* asi 30. června 1600)
- 15. prosince – Marie Markéta z Ditrichštejna, hraběnka z Ditrichštejna, princezna z Montecuccoli (* 18. dubna 1637)
- neznámé datum
  - Tobiáš Březina, kanovník litoměřické kapituly (* kolem 1600)
  - Daniel František Jaret, římskokatolický kněz, kanovník litoměřické kapituly (* ?)

### Svět
- 14. ledna – Francesco Cavalli, italský hudební skladatel (* 14. února 1602)
- 29. ledna – Alexej I. Michajlovič, ruský car (* 19. března 1629)
- 08. dubna – Klaudie Felicitas Tyrolská, manželka Leopolda I., královna česká, uherská, chorvatská a slavonská (* 30. května 1653)
- 29. dubna – Michiel de Ruyter, nizozemský admirál, účastník námořních bojů mezi Angličany a Nizozemci (* 24. března 1607)
- 27. května – Paul Gerhardt, německý barokní básník (* 12. března 1607)
- 05. června – Carl Gustav Wrangel, švédský polní maršál (* 13. prosince 1613)
- 13. června – Jindřiška Adéla Marie Savojská, savojská princezna a manželka bavorského kurfiřta Ferdinanda Maria Bavorského (* 6. listopadu 1636)
- 05. července – Carl Gustav Wrangel, švédský polní maršál a politik (* 13. prosince 1613)
- 12. července – Alžběta Žofie Meklenburská, německá šlechtična (* 20. srpna 1613)
- 22. července – Klement X., papež (* 13. července 1590)
- 25. července – François Hédelin, abbé d'Aubignac, francouzský kněz, básník, prozaik, dramatik (* 4. srpna 1604)
- 17. srpna – Hans Jakob Christoffel von Grimmelshausen, německý spisovatel (* 17. března 1622)
- 18. srpna – Jacopo Melani, italský zpěvák, varhaník a hudební skladatel (* 6. července 1623)
- 29. srpna – Luisa Šarlota Braniborská, kuronská vévodkyně (* 13. září 1617)
- 11. září – Anna Medicejská, princezna toskánská, rakouská arcivévodkyně a hraběnka tyrolská (* 21. července 1616)
- 17. září – Šabtaj Cvi, zakladatel židovské sekty sabatiánů (1. srpna 1626)
- 22. září – Františka Slavatová z Meggau, šlechtična (* 28. října 1609)
- 28. října – Jean Desmarets de Saint-Sorlin, francouzský dramatik (* 1595)
- 03. listopadu – Köprülüzade Fazıl Ahmed Paša, osmanský velkovezír (* 1635)
- 25. prosince
  - William Cavendish, 1. vévoda z Newcastle, anglický šlechtic a politik (* 6. prosince 1592)
  - Matthew Hale, anglický právník, státník a puritánský teolog (* 1. listopadu 1609)
- neznámé datum
  - Daniil Danilovič Aršinskij, ruský šlechtic (* ?)
  - Ilarion Borisovič Tolbuzin, ruský administrátor, působil na Sibiři (* ?)

## Hlavy států
- Anglie – Karel II. (1660–1685)
- Francie – Ludvík XIV. (1643–1715)
- Habsburská monarchie – Leopold I. (1657–1705)
- Osmanská říše – Mehmed IV. (1648–1687)
- Polsko-litevská unie – Jan III. Sobieski (1674–1696)
- Rusko – Alexej I. (1645–1676) / Fjodor III. (1676–1682)
- Španělsko – Karel II. (1665–1700)
- Švédsko – Karel XI. (1660–1697)
- Papež – Klement X. (1670–1676) / Inocenc XI. (1676–1689)
- Perská říše – Safí II.